# Alotsa
Alotsa từng là một chi bướm đêm thuộc họ Noctuidae. Hiện tại nó được coi là đồng nghĩa của Eutelia.